# Договор о запрещении производства расщепляющихся материалов
Договор о запрещении производства расщепляющихся материалов (сокр. ДЗПРМ, англ. Fissile Material Cutoff Treaty) — это международный договор в стадии разработки, запрещающий дальнейшее производство расщепляющихся материалов для ядерного оружия или других взрывных устройств.
Полное название — Договор о запрещении производства расщепляющегося материала для ядерного оружия или других ядерных взрывных устройств.
По предложению США в состав делящегося материала входят высокообогащённый уран и плутоний (кроме плутония, в котором содержание Pu-238 превышает 80%). По предложению Российской Федерации, поддержавшей заключение договора, делящийся материал будет ограничен оружейным ураном (с содержанием U-235 более 90%) и плутонием (с содержанием Pu-239 более 90%). Ни одно из предложений не подразумевает запрещение производства расщепляющегося материала для целей, не связанных с оружием, включая использование в гражданских или военно-морских ядерных реакторах.
В своем выступлении в ООН 27 сентября 1993 года президент Клинтон призвал к заключению многосторонней конвенции, запрещающей производство расщепляющихся материалов для ядерных взрывных устройств или за пределами международных гарантий.
В декабре 1993 года Генеральная Ассамблея ООН приняла резолюцию 48/75L, призывающую к переговорам по «недискриминационному, многостороннему и эффективно проверяемому международному договору о запрещении производства расщепляющегося материала для ядерного оружия или других ядерных взрывных устройств». 

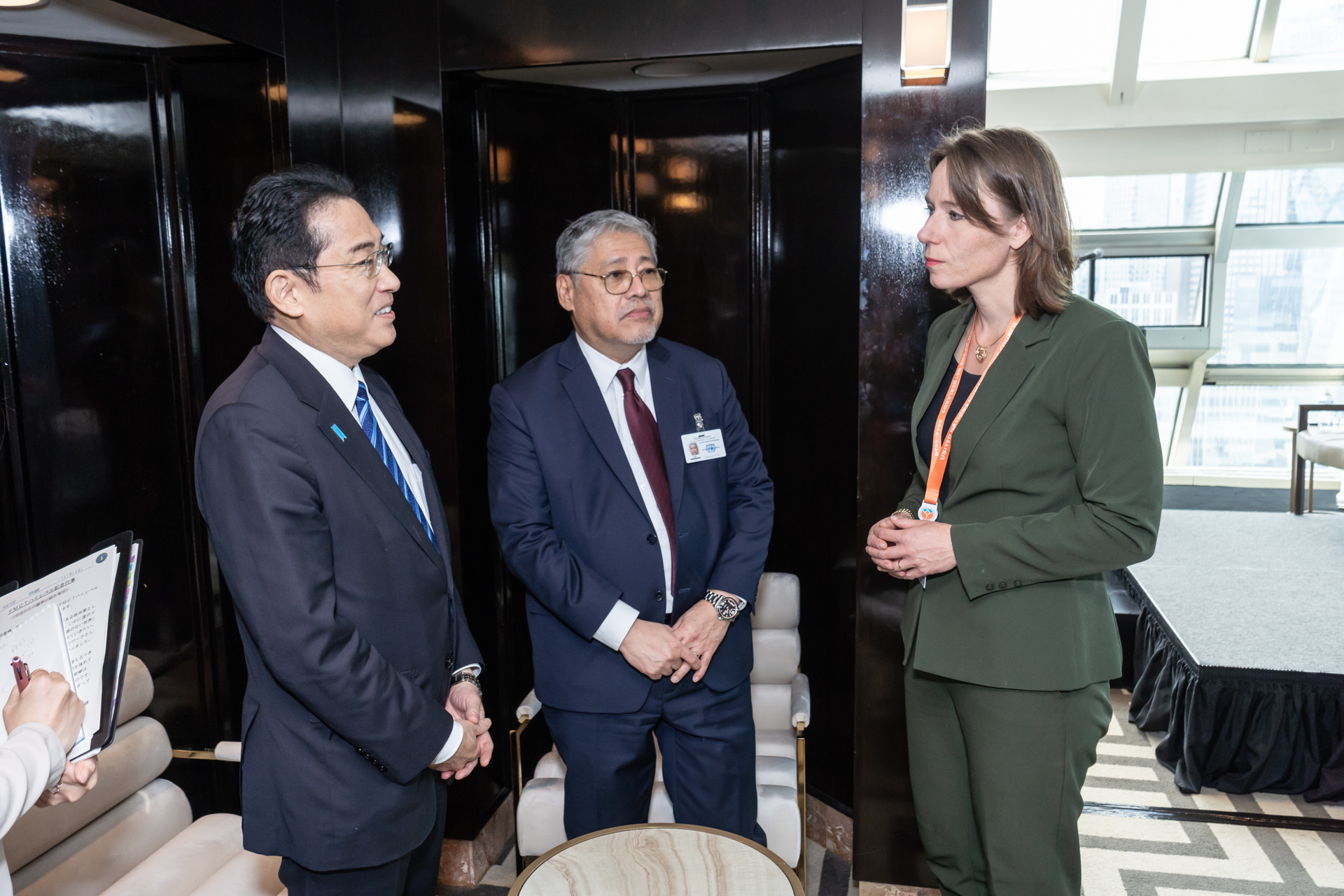
Генеральная Ассамблея Организации Объединенных Наций 2023, Мероприятие ООН, посвященное Договору о прекращении производства расщепляющегося материала, Министр иностранных дел Нидерландов Ханке Брюинс Слот

23 марта 1995 года базирующаяся в Женеве Конференция по разоружению согласилась создать комитет для переговоров по «недискриминационному, многостороннему и эффективно проверяемому на международном уровне договору о запрещении производства расщепляющихся материалов для ядерного оружия или других ядерных взрывных устройств».
4 ноября 2004 г. Соединённые Штаты единолично проголосовали в Первом комитете Генеральной Ассамблеи Организации Объединенных Наций против резолюции (A/C.1/59/L.34), призывающей к переговорам по эффективно проверяемому договору. Соединённые Штаты заявили, что выступают против включения в договор механизма проверки на том основании, что договор не может быть эффективно проверен.
Администрация Буша поддержала договор, но выступала за специальную систему проверки, при которой государства будут следить за соблюдением договора другими государствами через свои собственные национальные разведывательные механизмы.
5 апреля 2009 года президент США Барак Обама изменил позицию США по вопросу проверки и предложил заключить «новый договор, который проверяемым образом прекратит производство расщепляющихся материалов, предназначенных для использования в государственном ядерном оружии». 29 мая 2009 года Конференция по разоружению согласилась учредить переговорный комитет по Договору о запрещении производства расщепляющихся материалов.
Пакистан неоднократно блокировал в Конференции по разоружению реализацию согласованной программы работы, несмотря на жёсткое[уточнить] давление со стороны крупнейших ядерных держав с целью положить конец неповиновению 64 другим странам в блокировании международного запрета на производство новых материалов для изготовления ядерных бомб, а также дискуссии о полном ядерном разоружении, гонке вооружений в космическом пространстве и гарантиях безопасности для неядерных государств.
Пакистан объяснил свои действия, указав, что председатель Объединённого комитета начальников штабов генерал Тарик Маджид заявил, что «предлагаемый договор о прекращении производства расщепляющихся материалов будет направлен в особенности против Пакистана».
В 2021 году администрация США предложила продолжить доработку договора.

## Внешние ссылки
- Международная группа экспертов по расщепляющимся материалам
- 59-я сессия Генеральной Ассамблеи, щелкните «A/59/459 Corr.1» от 22 ноября 2004 г., озаглавленный «Всеобщее и полное разоружение – доклад Первого комитета».